# Djulewo (obwód Pazardżik)
Djulewo (bułg. Дюлево) – wieś w południowo-środkowej Bułgarii, w obwodzie Pazardżik, w gminie Strełcza. Według danych Narodowego Instytutu Statystycznego, 31 grudnia 2012 roku wieś liczyła 183 mieszkańców.